# Вегас дел Хенил
Вегас дел Хенил (на испански: Vegas del Genil) е населено място и община в Испания. Намира се в провинция Гранада, в състава на автономната област Андалусия. Общината влиза в състава на района (комарка) Вега де Гранада. Заема площ от 14 km². Населението му е 9102 души (по данни от 2010 г.).